# Girsu

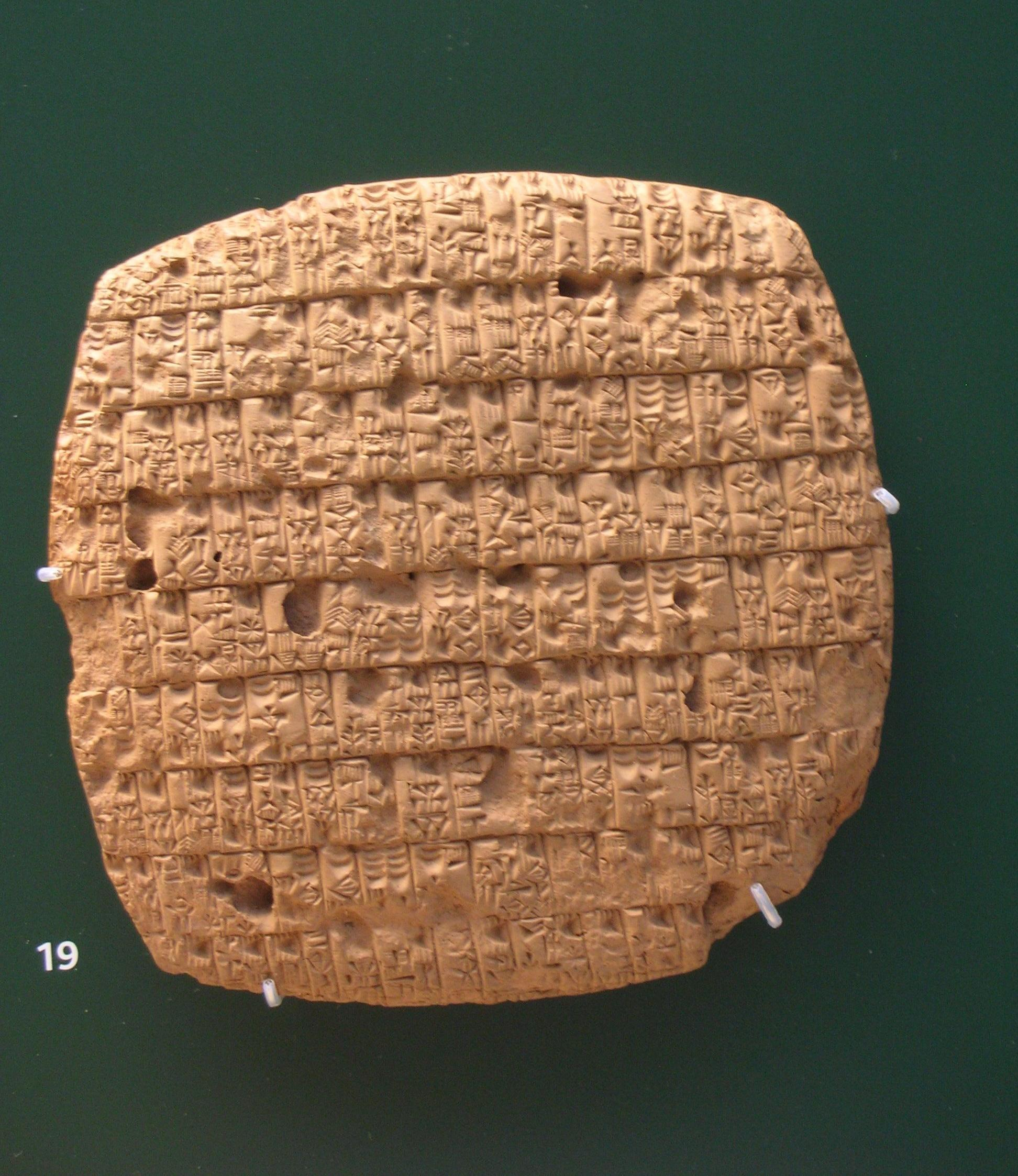
Tabliczka zapisana pismem klinowym dokumentująca wydawanie miesięcznych racji jęczmienia dla dorosłych i dzieci, okres panowania króla Urukaginy ok. 2350 p.n.e., znaleziona w Girsu, Muzeum Brytyjskie

Girsu (sum. ĝir2-suki) – starożytne miasto założone przez Sumerów w południowej Mezopotamii, ok. 20 km na północ od Lagasz, jedno z trzech (obok Lagasz i Siraran) głównych ośrodków Lagasz.
Pełniło najprawdopodobniej funkcję ośrodka politycznego w okresie starosumeryjskim i stolicy za panowania Gudei. Po przeniesieniu stolicy do Lagasz, zachowało rolę centrum religijnego; znajdowały się tu świątynie Ningirsu – patrona miasta i bogini Bau.
Obecnie stanowisko archeologiczne Tall Luh (lub też Tello/Telloh) na terytorium Iraku.

## Położenie
Girsu leży w południowej Mezopotamii, na lewym brzegu kanału Shaṭṭ al-Gharrāf, w połowie drogi pomiędzy Tygrysem a Eufratem, ok. 20 km na północ od Lagasz i ok. 300 km na południowy wschód od Bagdadu.

## Historia
Girsu zamieszkane było już prawdopodobnie w okresie Ubajd (V tys. p.n.e.), większy napływ mieszkańców nastąpił jednak dopiero w okresie starosumeryjskim (2900–2350 p.n.e.). W III tys. p.n.e. było sprzymierzone z dwoma sąsiednimi miastami: Siraran i Lagasz. W okresie starosumeryjskim pełniło najprawdopodobniej funkcję ośrodka politycznego i było stolicą Lagasz w pierwszym okresie etapu ED III (ok. 2600–2300/2250 p.n.e.). Po przeniesieniu stolicy do Lagasz, zachowało rolę centrum religijnego; znajdowały się tu świątynie Ningirsu i bogini Bau.
Patronem miasta był bóg wojny i polowań Ningirsu, którego świątynię odnowił Gudea. Według opisu Gudei, świątynia została ozdobiona drewnem cedrowym, złotem i cennymi kamieniami.
Straciło swoje znaczenie po upadku III dynastii z Ur.

### Prace archeologiczne
Girsu było pierwszym sumeryjskim miastem, które doczekało się obszernych wykopalisk archeologicznych. Pierwszym badaczem tych ziem był Ernest Choquin de Sarzec (1837–1901), francuski konsul w Basrze, który prowadził wykopaliska w latach 1877–1900 podczas jedenastu ekspedycji, kolejne prace prowadzono w latach 1903–1909 – pod kierownictwem Gastona Crosa (1861–1915), w latach 1929–1931 przez Henriego de Genouillaca (1881–1940) i w 1931–1933 przez André Parrota (1901–1980).
W toku francuskich prac (1877–1933) odkryto m.in. archiwa tabliczek zapisanych pismem klinowym, liczne pieczęci cylindryczne, stelę sępów z dwustronnym przedstawieniem figuralnym i opisem zwycięstwa sumeryjskiego władcy  Lagasz – Eanatuma nad sąsiednim miastem-państwem Umma oraz posągi Gudei. W Girsu znaleziono w sumie 30 tys. tabliczek z pismem klinowym, przy czym stanowisko zostało splądrowane zanim poinformowano francuskich archeologów.
Obecnie stanowisko archeologiczne Tall Luh (lub też Tello/Telloh) na terytorium Iraku.
|                            |
| ĝir2-suki – (miasto) Girsu |
| Zapis w piśmie klinowym    |

## Literatura
- A. Parrot: Tello: vingt campagnes de fouilles 1877–1933. Paris: A. Michel, 1948. Brak numerów stron w książce